# Мелрихщат
Мелрихщат (на немски: Mellrichstadt) е град в Долна Франкония в Бавария, Германия, с 5563 жители (към 31 декември 2015).
На 7 август 1078 г. се състои битката при Мелрихщат между крал Хайнрих IV и гегенкрал Рудолф фон Райнфелден. През 1232/1233 г. каролингският кралски чифлик Madalrichestat е издигнат на град.